# Duel (roman)
Pour les articles homonymes, voir Duel (homonymie).
Duel est un roman noir de Jean-Pierre Bastid et Michel Martens publié en 2010 chez La Chambre d'échos.

## Le roman
L'inspecteur Léo est appelé pour enquêter sur la mort d'une jeune femme qui sait déjà comment il mènera sa barque. Léo apprend alors que le Commissaire a décidé, contre son gré, de lui associer un collègue Le Mammouth. L'enquête s'avère corsée...

## Édition
En 2010 le roman est édité à La Chambre d'échos  (ISBN 9782913904460).